# Alfred Krzycki
Alfred Krzycki, znany również jako Alfred Ksycki (ur. 20 lutego 1909 w Żninie, zm. 18 sierpnia 1969 z Żninie) – polski przedsiębiorca, drukarz, wydawca i redaktor.
Alfred Krzycki w latach 1934-1939 był wydawcą i redaktorem naczelnym dwutygodnika dla kobiet „Moja Przyjaciółka”. Zakłady Wydawnicze Alfreda Krzyckiego drukowały również czasopisma: „Moje Powieści”, „Ilustrowany Kurier Pałucki”, „Ilustrowany Kurier Powszechny”, „Ilustrowany Kurier Pomorski”, „Mój Świat” oraz dodatek „Mój Światek”. Zakłady Krzyckiego drukowały również książki.
Ojcem Alfreda Krzyckiego był drukarz i wydawca Leon Krzycki.